# Félix Faustino Outes
Félix Faustino Outes (Buenos Aires, 1878-1939) fue un antropólogo, arqueólogo y lingüista argentino. Llevó a cabo una larga carrera en el marco de la enseñanza universitaria, que compaginó con otro tipo de tareas relacionadas con las disciplinas mencionadas. En 1941, luego de su muerte, el Poder Legislativo Nacional Argentino dicta la ley número 12 698, donde autoriza al poder Ejecutivo Nacional a adquirir la Biblioteca del Dr. Felix F. Outes. Dicha ley salió publicada en el Boletín Oficial del 09/10/1941. Se desconoce a que establecimiento gubernamental Argentino fue a depositarse su biblioteca.

## Biografía
Aunque sus primeros años transcurrieron en su Buenos Aires Natal, pronto viajó a Europa y Estados Unidos para llevar a cabo sus estudios de posgrado. Su formación le permitió obtener en 1903, con tan solo 25 años, una plaza en la sección de arqueología del Museo Nacional de Historia Natural de Buenos Aires, donde estuvo hasta 1911.
A partir de ahí se incorporó al mundo universitario, donde desarrolló la mayor parte de su carrera profesional. En ese sentido, pasó tres años en la Universidad Nacional de La Plata, siendo profesor de Etnografía, Antropología y Arqueología, hasta que en 1914 pasó a ser catedrátido de Geografía Humana en la Universidad de Buenos Aires. Su vida universitaria estuvo plagada de éxitos, pues también obtuvo la cátedra de Antropología en dicha universidad en 1930, de la que había sido suplente desde 1908.
Aunque durante toda su vida sus principales tareas fueron la docencia y la investigación, compaginó estas tareas con otras relacionadas con la divulgación. Por un lado, en 1917, en el marco de su estancia en la universidad bonaerense, fundó el Instituto de Investigaciones Geográficas. También desempeñó la dirección del Museo Antropológico y Etnográfico de Buenos Aires, la cual llevó a cabo entre 1930 y 1938. Por otro lado, estuvo muy presente en la vida intelectual argentina, siendo uno de los fundadores de la Sociedad Argentina de Antropología, y participando en diferentes asociaciones.
Félix Faustino Outes falleció en 1939, a los 61 años de edad.

## Publicaciones
Outes publicó un gran número de obras. Sus principales líneas de investigación fueron la Edad de Piedra en Patagonia, la alfarería en el noroeste de Argentina, la Prehistoria en Córdoba y Etnografía, este último aspecto en sentido amplio. Algunas de sus obras más destacadas son:
- Contribución al estudio de la etnología argentina (1897-98)
- La edad de piedra en la Patagonia (1905)
- Las viejas razas argentinas (1910)
- Los aborígenes de la República Argentina (1910)Los Querandíes, publicado en 1897.